# Eleanor Powell
Eleanor Torrey Powell (Springfield, Massachusetts, 21 de novembre de 1912 - Beverly Hills, Florida, 11 de febrer de 1982) va ser una ballarina i actriu estatunidenca. Recordada pels seus números de claqué a les pel·lícules musicals dels anys 30 i 40, va ser una de les principals estrelles del ball de la Metro-Goldwyn-Mayer durant l'Edat d'Or de Hollywood. Powell va aparèixer al vodevil, a Broadway i, sobretot, en una sèrie de pel·lícules musicals dissenyades especialment per mostrar el seu talent per a la dansa, com Born to Dance (1936), Broadway Melody of 1938 (1937), Rosalie (1937) i Broadway Melody of 1940 (1940). Es va retirar del cinema a mitjans de la dècada de 1940 i va fer carrera a la televisió com a presentadora d'un programa infantil cristià, tot i que va tornar a aparèixer ocasionalment com a ballarina en pel·lícules com Thousands Cheer i, finalment, va encapçalar un exitós xou a Las Vegas. Va morir als 69 anys. Powell és coneguda com una de les ballarines més versàtils i poderoses de l'era dels estudis de Hollywood.

## Primers anys
Powell va néixer a Springfield, Massachusetts, filla de Clarence Gardner Powell i Blanche Torrey. El seu pare va deixar-la quan tenia dos anys amb la seva mare, que la va criar amb l'ajuda dels avis materns. Eleanor Powell era una nena dolorosament tímida, ni tan sols capaç de saludar els convidats que anaven a casa seva.

## Introducció a la dansa
La mare de Powell, Blanche, va enviar Eleanor a classes de ball als 11 anys, amb l'esperança que vencés la timidesa. Es va formar amb Ralph McKernan en ballet clàssic i dansa moderna interpretativa. Powell també es va entrenar àmpliament en acrobàcies. Immediatament va mostrar una aptitud natural per al moviment, i va ser descoberta per Gus Edwards mentre feia acrobàcies en una platja d'Atlantic City. Posteriorment va començar a treballar en els seus primers concerts pagats per Edwards als 12 anys, durant les seves vacances d'estiu. El primer concert de Powell va ser al Ritz Grill, situat a l'Hotel Ambassador, d'Atlantic City. Va fer un acte acrobàtic «especialitzat» i sense ser una estrella de l'espectacle, va rebre constantment crítiques favorables; això va donar lloc a altres oportunitats d'actuació pagades i en llocs més destacats. S'atribueix a Jack Benny i Eddie Cantor, que van freqüentar Atlantic City i la van veure actuar, (i al seu professor, McKernan) haver suggerit a Powell que posés la mirada a Broadway.

## Nova York: introducció al claqué
El 1927, Eleanor Powell es va traslladar amb la seva mare a la ciutat de Nova York. Va ser fitxada per William Grady a la William Morris Agency, i tot i que va aconseguir feina gairebé immediatament ballant en clubs, vodevils i festes privades, la seva especialitat acrobàtica que havia impressionat a Atlantic City no va ser suficient per a una carrera a Broadway. En adonar-se que per ser comercialitzable com a ballarí a Broadway en aquell moment, calia poder fer claqué, va començar un curs de deu lliçons de claqué en una escola dirigida per Jack Donahue i Johnny Boyle: aquestes serien les úniques lliçons formals d'entrenament de claqué que tindria mai. A Powell no li va agradar al principi i se sol dir que no va ser fins a la setena lliçó que ho va veure clar i tot va començar a encaixar.
En l'entrenament d'Eleanor Powell, els seus professors van fer servir un mètode poc convencional: per contrarestar la seva tendència a allunyar-se de terra i treballar amb els peus, com es fa en el ballet clàssic i l'acrobàcia: li feien portar durant les classes un cinturó de l'exèrcit, amb una bossa de sorra adjunta a banda i banda, amb la intenció de fer-la pesar, d'ajudar-la a sentir el terra d'una manera diferent i tocar-lo com si fos un instrument. Això no només va servir per ajudar Powell a «trobar-s'hi», en el claqué, sinó que també va ser un catalitzador en el desenvolupament del seu estil de claqué únic i suau.
Powell, que aleshores tenia 16 anys, va reservar una gira pel circuit de vodevil, on va compartir cartell amb, entre d'altres, el reconegut duo de claqué Buck & Bubbles. John ‘Bubbles' Sublett, que era un ballarí de claqué molt inventiu i creatiu, la va influir particularment. Aclamat com el «Father of Rhythm Tap», és conegut per portar el claqué als talons i incorporar-hi ritmes inesperats. Bill ‘Bojangles' Robinson havia popularitzat un estil de claqué extrem d'influència irlandesa, amb prou feines deixant-hi la punta dels peus: era inflat i flotant. El seu estil i inventiva van ser una gran inspiració per a Eleanor Powell, i això es veu en el seu moviment de peus sincopat i fonamentat (el que ara es coneix com a «hoofing». En aquella època, un ballarí de claqué no feia servir els braços, sinó que ballava de cintura cap avall, deixant la part superior del cos lliure i solta.

## Estil de dansa
Eleanor Powell va desenvolupar un estil de dansa que fusionava les seves habilitats de ballet i acrobàcies amb els seus cops a terra. Es movia amb suavitat i sense esforç a través d'un joc de peus ràpid i complex, amb prou feines deixant el terra, fins i tot per fer passos de toc que tenen lloc mentre s'està en l'aire, com ara dobles tirades (de vegades tocant en un estil «hoofing», amb els braços deixats anar i naturals, i altres vegades amb un port més tècnic). Això contrastava amb seqüències de girs enèrgiques, salts d'alt vol i flotants, com el grand jeté en tourants, i grans batecs, que mostraven encara més la seva tècnica i flexibilitat. Va incorporar Hula per a la pel·lícula Honolulu, que després es va infiltrar en la seva coreografia durant els anys següents.

## Broadway
Quan tenia 17 anys, va portar el seu estil atlètic i elegant a Broadway, on va protagonitzar diverses revistes i musicals, com Follow Thru (1929), que va representar el seu primer èxit a Broadway, Fine and Dandy (1930), i At Home Abroad (1935). Durant aquest temps, va ser anomenada «la ballarina de claqué més gran del món» a causa la seva tècnica de metralladora. A principis de la dècada de 1930, va aparèixer com a noia del cor en un parell de primeres pel·lícules musicals menors.

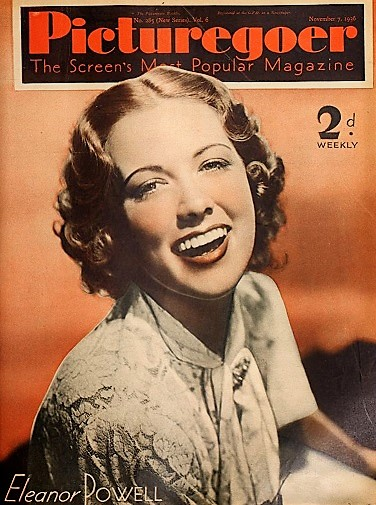
Portada de la revista Picturegoer el 1936

## Camí de Hollywood
El 1935, Powell es va traslladar a Hollywood i va interpretar un número especial a la seva primera gran pel·lícula, George White's 1935 Scandals, que més tard va descriure com un desastre perquè anava maquillada per semblar una egípcia. L'experiència amb Hollywood no la va deixar impressionada i quan va ser requerida per la Metro-Goldwyn-Mayer, va rebutjar inicialment les ofertes de contracte. Segons els informes, Powell va intentar dissuadir l'estudi demanant el que ella creia que serien exigències salarials poc raonables, però MGM les va acceptar i finalment ella hi accedí. L'estudi la va preparar aleshores per a l'estrellat, fent canvis mínims en el seu maquillatge i actitud.

## Estrellat cinematogràfic
Powell va ser ben rebuda en el seu primer paper protagonista a Broadway Melody of 1936, i va delectar el públic dels anys 30 amb la seva energia i entusiasme inacabables, i el seu ball impressionant. Segons la ballarina Ann Miller, citada al documental That's Entertainment! III, MGM s'encaminava a la fallida a finals dels anys 30, però les pel·lícules d'Eleanor Powell, especialment Broadway Melody of 1936, van ser tan populars que van tornar a fer rendible l'empresa. Miller també atribueix a Powell que inspirés la seva pròpia carrera de ball, cosa que la portaria a convertir-se en una estrella musical de la MGM una dècada més tard.
Eleanor Powell continuaria fent papers protagonistes amb James Stewart, Robert Taylor, Fred Astaire, George Murphy, Nelson Eddy i Robert Young. Entre les pel·lícules que va fer durant l'apogeu de la seva carrera a mitjans i finals de la dècada de 1930 es troben Born to Dance (1936), Rosalie (1937), Broadway Melody of 1938 (1937), Honolulu (1939) i Broadway Melody of 1940. (1940). Totes aquestes pel·lícules incloïen el seu sorprenent toc en solitari, tot i que els seus números de producció cada vegada més grans van començar a atreure crítiques. Els seus personatges també cantaven, però la veu cantant de Powell solia ser doblada. Broadway Melody of 1940, que Powell va protagonitzar al costat de Fred Astaire, incloïa una aclamada partitura musical de Cole Porter.

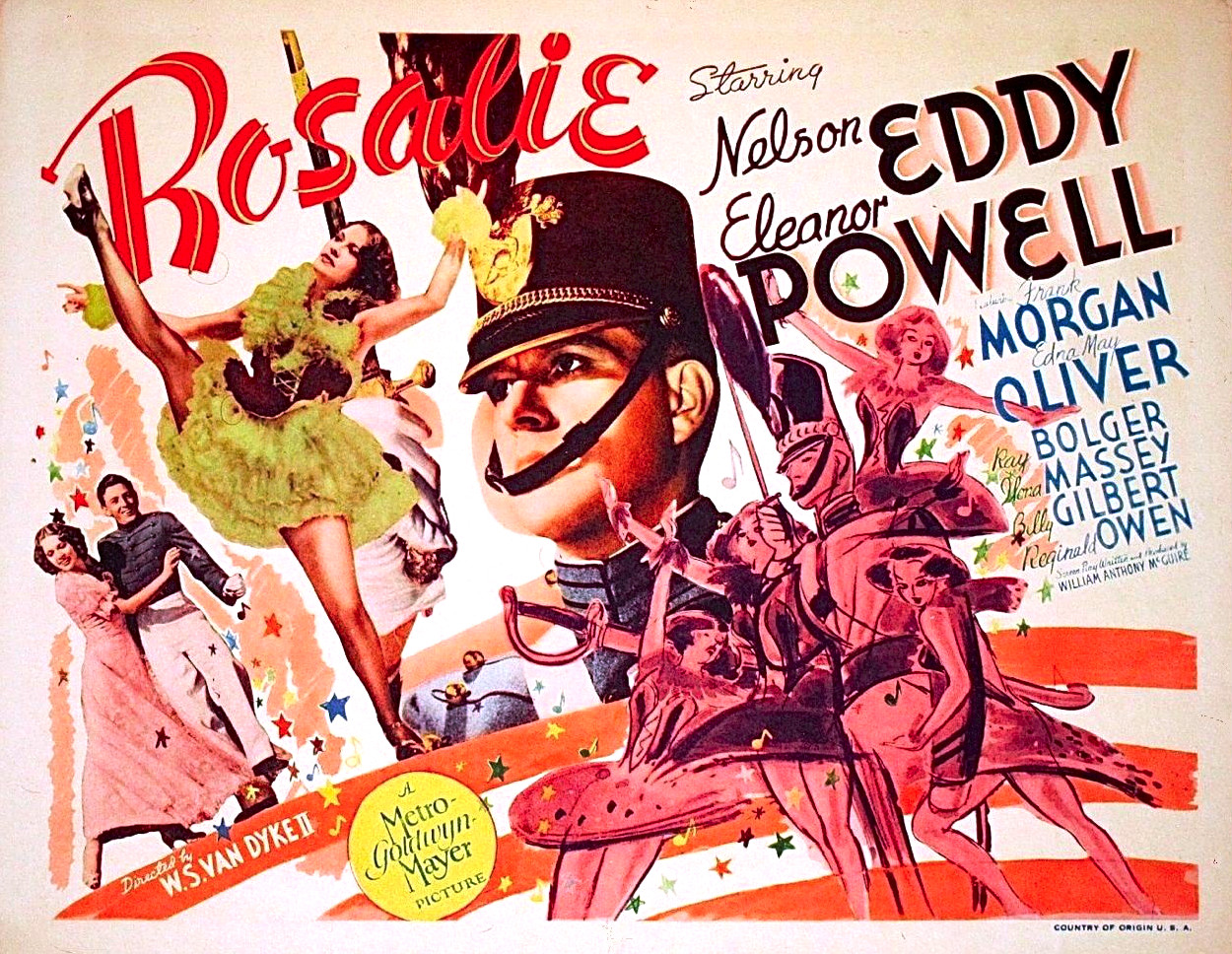
Pòster de Rosalie, 1937

Junts, Astaire i Powell van ballar Begin the Beguine, de Porter, que és considerat per molts com una de les seqüències de claqué més grans de la història del cinema. Segons els relats de la realització d'aquesta pel·lícula, i un documental inclòs al llançament del DVD, Astaire es va sentir una mica intimidat per Powell, que era considerada l'única ballarina capaç de superar-lo.

## Declivi de la popularitat

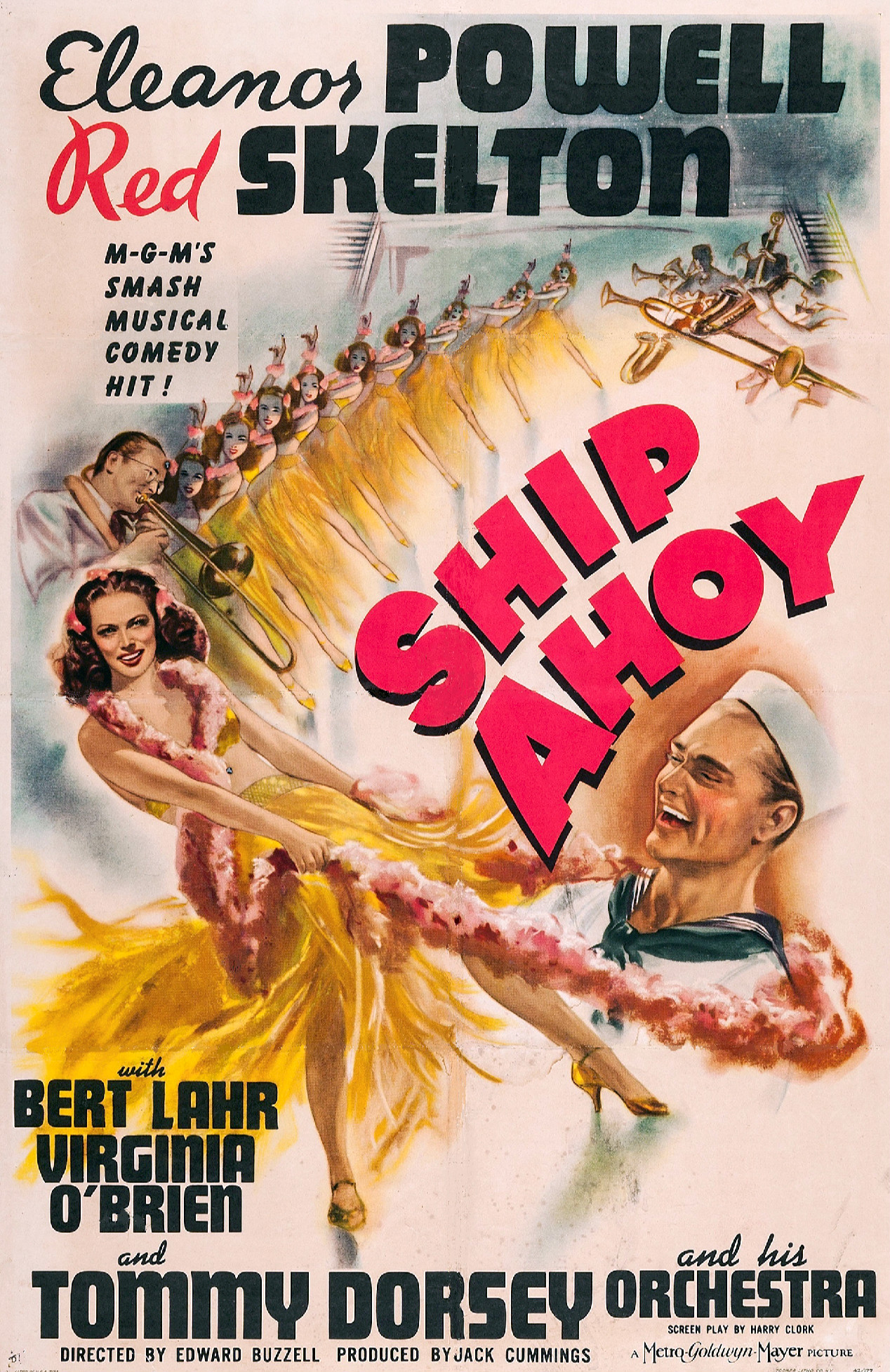
Cartell de Ship Ahoy, 1942

Després de Broadway Melody of 1940, Powell va sofrir una operació de càlculs biliars i les coses van empitjoriar una mica, almenys pel que fa a la carrera cinematogràfica. Lady Be Good (1941) va donar a Powell la millor factura i una rutina de ball clàssica a "Fascinatin Rhythm", però les principals estrelles van ser Ann Sothern i Robert Young. Ship Ahoy (1942) i I Dood It (1943), que Powell va protagonitzar amb Red Skelton. A Ship Ahoy el seu personatge va tenir un paper central a la història, i les habilitats de ball de Powell es van posar en pràctica quan va aconseguir tocar un missatge en codi Morse a un agent secret enmig d'una rutina de ball. En una altra rutina de Ship Ahoy, va ballar amb l'Orquestra Tommy Dorsey amb Buddy Rich a la bateria i tots dos van fer una gran associació musical amb el número "Tallulah". Va ser designada per interpretar al costat de Dan Dailey a For Me and My Gal l'any 1942, però els dos actors van ser eliminats durant els assajos i substituïts per Gene Kelly i Judy Garland. Més tard, també es va cancel·lar la producció d'una nova pel·lícula de Broadway Melody que hauria emparellat Powell amb Kelly.
Powell es va separar de la MGM el 1943 després de la següent pel·lícula, Thousands Cheer, en la qual només va aparèixer durant uns minuts per interpretar un número especial (com a part d'un repartiment d'estrelles), i el mateix any es va casar amb l'actor Glenn Ford. Va ballar en una màquina de pinball gegant a Sensations of 1945 (1944) per a United Artists, però la pel·lícula va ser una decepció crítica i comercial. La seva actuació es va veure eclipsada pel que havia de ser l'última aparició al cinema de WC Fields. Aleshores es va retirar per concentrar-se a criar el seu fill, Peter Ford, que havia nascut aquell any. Va aparèixer en un parell de temes curts d'estil documental sobre celebritats a finals dels anys quaranta.
El 1950, Powell va tornar a MGM per darrera vegada a Duchess of Idaho, protagonitzada per Esther Williams. Apareixent com ella mateixa a l'escena d'una discoteca, una Powell dubitativa és convidada a ballar pel líder de la banda Dick Layne (Van Johnson). Comença amb una actuació sostinguda, fins que Layne la renya per ser mandrosa. A continuació, es despulla la faldilla, revelant les seves famoses cames, i interpreta un número especial d'estil "boogie-woogie" molt semblant al que havia interpretat a Thousands Cheer set anys abans.

## Carrera posterior: televisió i music-hall
Després de La duquessa d'Idaho, Powell va tornar a la vida privada. El maig de 1952, va emergir com a estrella convidada en un episodi d'All Star Revue, amb Danny Thomas i June Havoc. Al voltant d'aquesta època, va ser ordenada ministra de l'Església de la Unitat i més tard va ser la presentadora d'un programa de televisió de diumenge al matí per a joves, guanyador d'un premi Emmy. El seu fill, Peter Ford, era un habitual en aquest programa i més tard triomfaria com a cantant de rock and roll i com a actor. El 1955, Powell va fer l'última aparició al cinema a Have Faith in Our Children, un curtmetratge de tres minuts produït per al Variety Club of Northern California, l'única vegada que Powell va aparèixer a la pantalla amb Glenn Ford.
Es va divorciar de Ford el 1959, i aquell any, animada per Peter, va llançar una carrera de music-hall molt publicitada. L'atletisme que caracteritzava el seu estil de dansa es va mantenir amb l'edat. Les seves actuacions en directe van continuar fins ben entrada la dècada de 1960. Va fer la seva última aparició pública el 1981 en un homenatge televisat de l'American Film Institute a Fred Astaire, on va rebre una gran ovació.

## Altres
- Eleanor Powell es va inspirar en certes formes del Hula, una dansa polinèsia, i va aprendre'n alguna tècnica per incorporar-la als seus números de ball a la pel·lícula Honolulu (1939). Aquesta influència va romandre com a part del seu repertori i se'n poden veure indicis en alguns números d'ella posteriors (no d'estil hawaià), per exemple, durant la secció introductòria del boogie-woogie a Duchess of Idaho (1950).
- Eleanor Powell va ser col·laboradora de la revista Dance als EUA, on fins i tot hi tingué una columna mensual el 1937.
- Durant l'any 1935, Powell era habitual a la ràdio, on cantava i ballava (els programes de ràdio tenien audiència en directe, aleshores), i tenia el seu propi programa, que s'emetia setmanalment a CBS Radio.
- Powell coreografiava els seus propis números. Va col·laborar amb persones com Fred Astaire per fer duets amb ell, però per als seus solos, era la veu creativa del seu propi moviment i ritme.
- Va estar molt implicada en el procés d'edició dels seus números musicals, i va dedicar temps a conèixer-ne la part tècnica, especialment la postproducció.

## Filmografia
Les pel·lícules de Powell continuen emetent-se regularment a la televisió, la majoria s'han anat publicant en format de vídeo i DVD.
- Queen High (1930)

- George White's 1935 Scandals (1935)
- Broadway Melody of 1936 (1935)
- Born to Dance (1936)
- Broadway Melody of 1938 (1937)
- Rosalie (1937)
- Honolulu (1939)
- Broadway Melody of 1940 (1940)
- Lady Be Good (1941)
- Ship Ahoy (1942)
- Thousands Cheer (1943)
- I Dood It (1943)
- Sensations of 1945 (1944)
- Duchess of Idaho (1950)

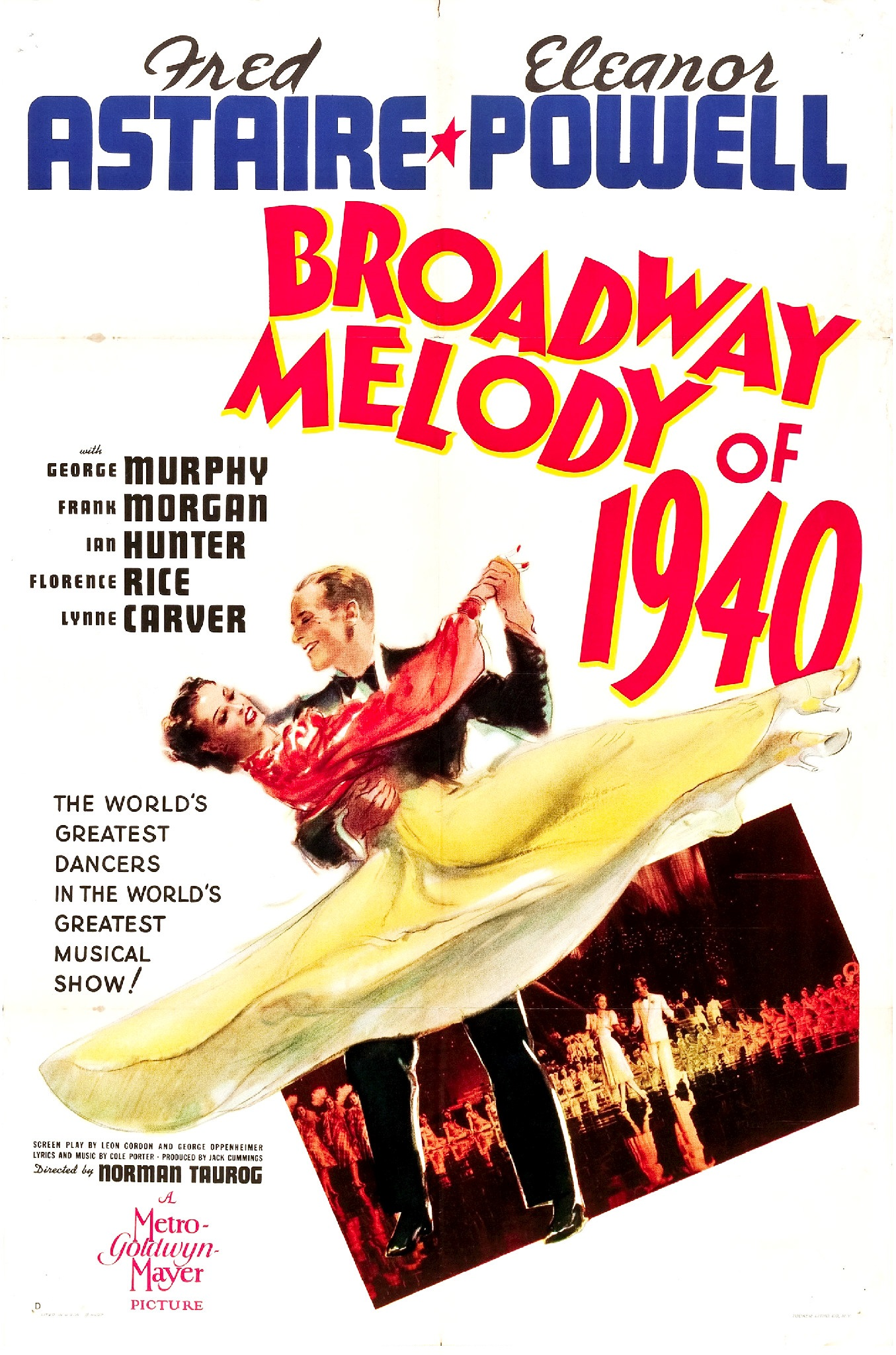
Pòster de Broadway Melody of 1940

- Screen Snapshots Series 15, núm. 12 (1936)
- Screen Snapshots: Famous Hollywood Mothers (1947)
- Screen Snapshots: Hollywood Holiday (1948)
- Have Faith in Our Children (1955)